# Русалка (драма)
«Руса́лка» — незаконченная пьеса Александра Пушкина, которую он начал в 1829 году и оставил без названия. Впервые опубликована Василием Жуковским уже после смерти поэта в журнале «Современник» в 1837 году

## Анализ драмы
В основе драмы лежат народные предания о том, что утопившиеся девушки превращаются в русалок. Девушка гибнет, но в драме А. С. Пушкина она не покидает мыслей ни отца, который сходит с ума, ни возлюбленного князя, из памяти которого не уходит даже после его женитьбы.
«…дочь мельника в первой картине — прекрасный пушкинский образ девушки из народа, — богатое яркими красками изображение живой и страстной, гордой и волевой, горячо любящей и оскорбленной в своей любви женщины, — то в других картинах, ставши русалкой, она превращается в воплощение одной идеи, одного чувства — желания мести своим оскорбителям».
```
"Как бросилась без памяти я в воду
Отчаянной и презренной девчонкой
И в глубине Днепра-реки очнулась
Русалкою холодной и могучей,
Прошло семь долгих лет...
Я каждый день о мщенье помышляю..."
[
2
]
```

В драме прослеживается не только поэтическая составляющая, но и социальный контекст, отражены нравы того времени. Русалка-крестьянка — не партия для князя, он откупается подарками от своей возлюбленной. В пушкинской среде не раз происходило подобное, что понятно из письма Пушкина Вяземскому. Князь, мельник и девушка-русалка представляют собой определенные силы: дворянство, крестьянство с зачатками мещанства и те, кто сам желает выбрать свою нишу. Девушка-русалка является не только воплощением свободного духа, но и карающей силой, голосом совести. Она движется к будущему времени.
```
"Пушкин усилил в ней это чувство свободы, дав ей способность великого возмущения, длительного, сознательного, против рабства, которое навязывал ей внешний мир".
[
1
]
```

Мельник — это человек труда, он внимательно распоряжается доходами и не прочь чем-то нажиться за счёт князя. «В мельнике
есть добрая основа, есть в нем и другое — залоги будущего буржуазного человека, со сговорчивой совестью, с безжалостным прозаизмом». Князь же — человек прошлого времени, он идёт наперекор своим чувствам в угоду того, как принято в обществе.
```
"Народный характер драмы ярко проявляется и в языке действующих лиц, в котором Пушкин с необыкновенным мастерством соединил элементы крестьянского и старинного просторечия с поэтическими формулами народной поэзии, сохранив в то же время в речи персонажей тонкие оттенки социального характера говорящих. Народность драмы усиливается введением в нее подлинного свадебного обряда с его песнями и ритуалом".
[
1
]
```

По мнению В.Ф Ходасевича: "…"Русалка", как и весь Пушкин, — глубоко автобиографична. Она — отражение истории с тою девушкой, которую поэт «неосторожно обрюхатил». Русалка и есть та безымянная девушка, которую отослали рожать в Болдино, Князь — сам Пушкин". Данным высказыванием он поднял волну возмущений среди критиков на шесть лет.

## Окончание
В.Г Белинский был весьма опечален тем фактом, что поэт не успел дописать окончание:
```
"Как жаль, что эта пьеса не кончена! Хотя конец её и понятен: князь должен погибнуть, увлечённый русалками, на дне Днепра. Но какими бы фантастическими красками, какими бы дивными образами всё это было сказано у Пушкина - и всё это погибло для нас!"
[
6
]
```

А. Ф. Вельтман в конце 1830-х годов первым придумал окончание данной пьесе. Для завершения картины отношений с князем он оставил весьма весомый намёк. Русалки воскрешают утопленницу и дают ей установку:
```
"...кто жизни шлет проклятья, 
Пылко, страстно полюби, 
Замани в свои объятья 
И в пучине утопи!"
[
7
]
```

Подобное окончание предложил и А. С. Даргомыжский в опере, которая появилась на сценах оперных театрах с 1856 года.
В 1866 году своё окончание пьесы предложил А. И. Штукенберг. В 1877 г. свою попытку сделал А. Ф. Богданов. В 1897 г. Д. Д. Зуев опубликовал в журнале «Русский архив» окончание пьесы, якобы списанное им со слов писателя, в самом деле же окончание пьесы опиралось на сочинения предыдущих авторов.. В 1942 г. В. В. Набоков создаёт свою версию, в которой дочка-русалка зовёт отца к покинутой отчизне на дно:
```
"...Ты наш, с тех пор
```

как мать мою покинул и тоскуешь.
На темном дне отчизну ты узнаешь,
где жизнь течет, души не утруждая.
Ты этого хотел…"
Но по окончании текста автор подписал: «Пушкин пожимает плечами».
Весьма много попыток было предпринято по написанию окончаний драмы «Русалка».

## Критика
С. М. Бонди относит драму «Русалка» к пушкинским «маленьким трагедиям», он аргументирует это так: «…та же углубленность психологии, так же взят в основу „мировой образ“ русалки, на тех же функциях введен фантастический элемент, те же песни, прерывающие действие и эмоционально обогащающие его (в „Русалке“ особенно много песен!), та же изощренная при всем лаконизме разработка отдельных моментов (сцена прощания князя с дочерью мельника, встреча с сумасшедшим мельником), те же, наконец, размеры „Маленькой трагедии“ в написанной части почти оконченной драмы…»
Мифологию произведения С. М. Бонди называет «органической сферой происходящего. Она позволяет показать незаметные для простого глаза, но очень прочные связи явлений, позволяет увидеть закономерности жизни, на которые человек не может влиять, но, приняв которые, он может влиться в стихию и жизни, и любви. Бережное и внимательное отношение к миру мифологии, который Пушкин хорошо знал, создают в драме картину удивительной достоверности и гармоничности».
Фантастика у Пушкина, — Н. Я. Берковский подмечает, что фантастический мир у Пушкина «взрывает не действительность вообще, как это бывает в фольклоре, но социальную историческую ограниченность действительности».

## Адаптация произведения
- Опера «Русалка» А. С. Даргомыжского, 1856 год.
- Экранизация режиссёра Василий Гончаров, 1910 год.
- Экранизация оперы А. С. Даргомыжского 1971 года.
- Спектакль «Русалка» в Кукольном театре сказки театре сказки, 2021 год.